# Oxfam International

Landen waar zich organisaties van Oxfam bevinden. In groen de leden en in paars de observanten.

Oxfam International (Oxford Committee for Famine Relief - Comité van Oxford voor Hongerbestrijding) is een organisatie die strijdt tegen honger in de wereld. Het is in 1942 opgericht door Canon Theodore Richard Milford, aanvankelijk om te strijden tegen de honger in Griekenland ten gevolge van de nazi-bezetting. Het Belgische Oxfam werd in 1964 opgericht als dochterorganisatie van Oxfam International. Het Nederlandse Oxfam Novib werd in 1994 lid van Oxfam International.
Oxfam is een confederatie van zestien nationale organisaties voor ontwikkelingssamenwerking uit Australië, België (vijf organisaties), Canada (drie organisaties), Duitsland, Hongkong, Frankrijk, Ierland, India, Italië, Japan, Mexico, Nederland, Nieuw-Zeeland (twee organisaties), Spanje, het Verenigd Koninkrijk en de Verenigde Staten. Deze nationale organisaties zijn actief in alles samen 93 landen.
De organisatie voert nationaal en internationaal campagnes op het gebied van internationale handel en maatschappelijke problemen, maar ze is ook lokaal actief. 

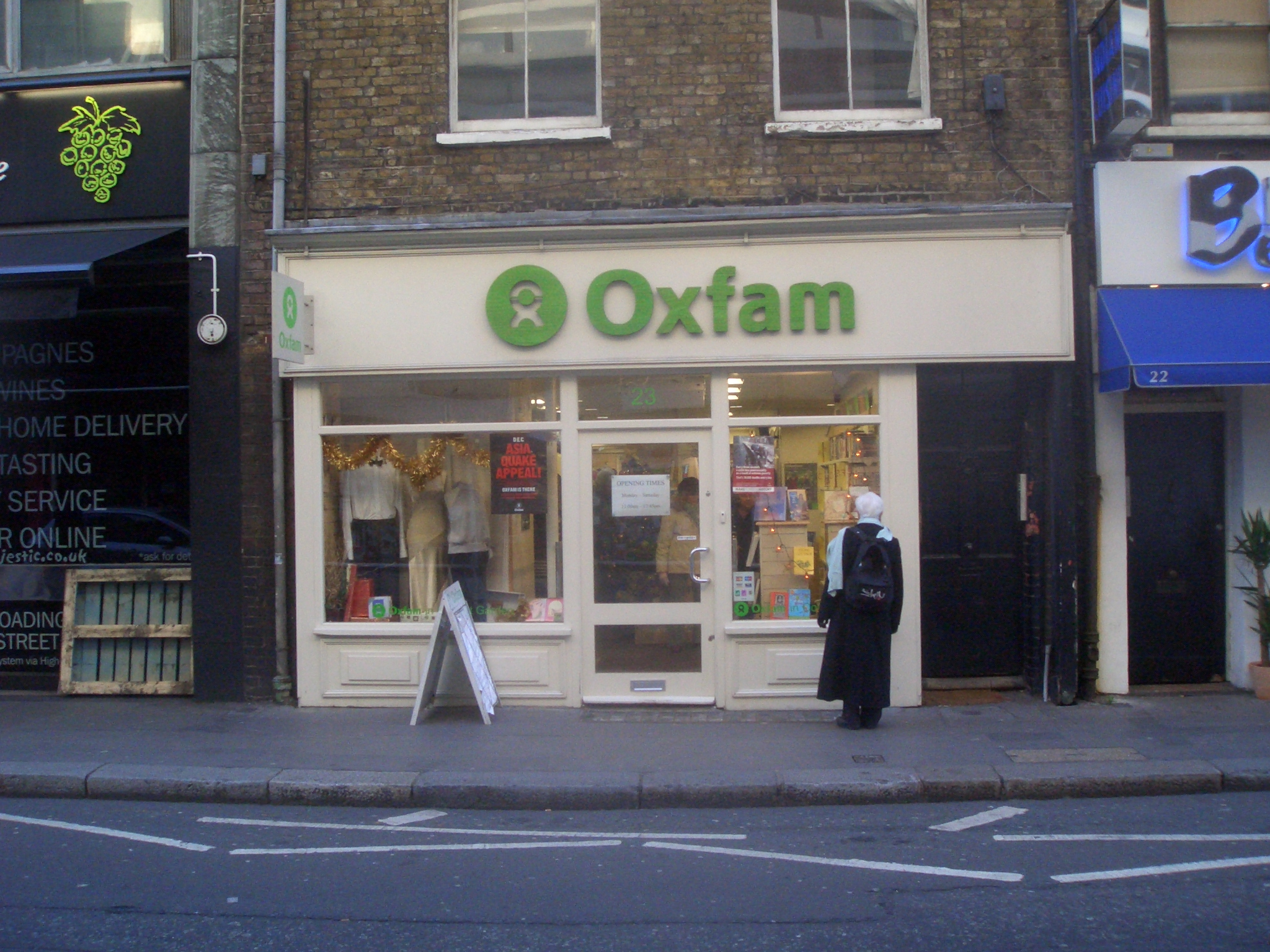
Een Oxfam-winkel in Londen

 Elementen daarvan zijn de Fairtrade-producten en de Wereldwinkels die bijvoorbeeld in België direct gelieerd zijn aan Oxfam. Daarnaast helpt de organisatie overheden en boeren in ontwikkelingslanden met de implementatie van ontwikkelingssamenwerking. Vooral in het Verenigd Koninkrijk is Oxfam een brede beweging met veel lokale bases. Tientallen steden en dorpen in het Verenigd Koninkrijk noemen zichzelf inmiddels een fairtradedorp of fairtradestad.

## Invloed
Oxfam heeft samenwerkingsverbanden met ongeveer drieduizend organisaties in meer dan 100 landen. Op internationaal niveau is Oxfam al verschillende jaren actief betrokken bij de onderhandelingen binnen de WTO. Zij betrekt zichzelf bij de onderhandelingen maar manifesteert zich ook buiten de conferentiezalen met ludieke acties. Zo organiseerde Oxfam samen met andere ontwikkelingsorganisaties speciale bijeenkomsten met onderhandelingsafgevaardigden uit het Zuiden tijdens de conferentie van Cancún. Maar Oxfam was ook zeer betrokken bij de organisatie van een fairtrademarkt en symposium, buiten de conferentie. Daarnaast is de organisatie regelmatig aanwezig bij de grotere protesten. Oxfam is een belangrijke financier van andere organisaties, zoals netwerken uit het Zuiden die een radicaler standpunt innemen dan Oxfam, en bijeenkomsten zoals het Wereld Sociaal Forum.
Oxfam International publiceert onophoudelijk nieuwe rapporten en opiniestukken over internationale thema's die een invloed hebben op ontwikkeling. Met de publicatie van het rapport "Will WTO negotiations knock out the world's poorest farmers?" in 2002,  startte zij de nieuwe campagne "make trade fair" die drie jaar moet duren. Het rapport heeft veel stof doen opwaaien binnen bewegingen rond globalisering. Aan de ene kant werd het rapport onthaald door de secretaris-generaal van de WTO als "gezond en bruikbaar". Aan de andere kant werd het rapport én door radicale commentaren binnen het neoliberale kamp én door stromingen binnen de andersglobalistische bewegingen, met een koude douche onthaald.

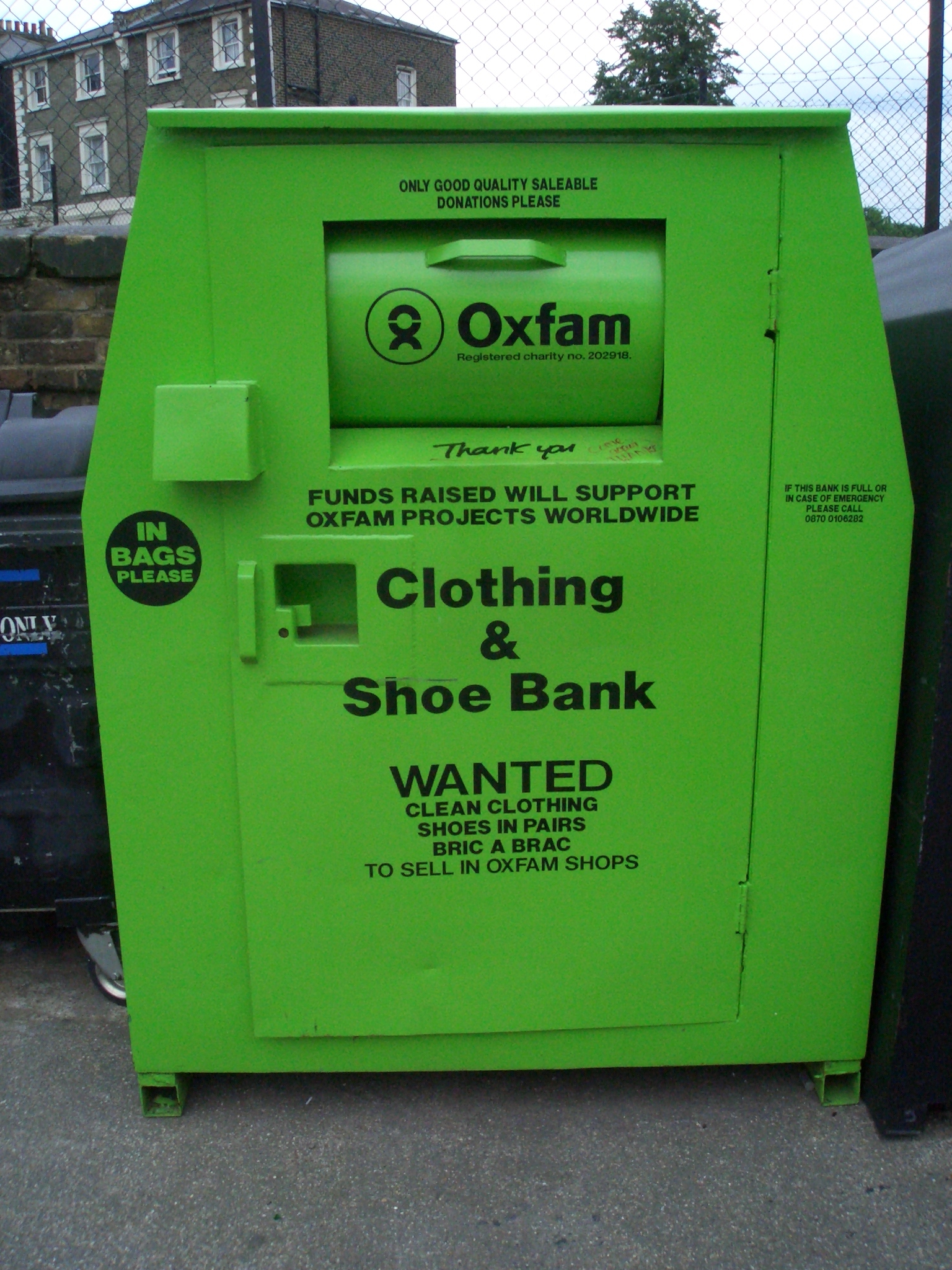
Inzamelingscontainer voor kleding van Oxfam

In de weken voor de WTO-top in Cancún, voerde Oxfam campagne voor fair trade binnen de WTO. Lokale groepen benaderden daarbij parlementaire afgevaardigden, voordat het Britse standpunt over Cancún werd behandeld in het parlement.

## Behind the brands
In 2013 startte Oxfam het project Behind the Brands (het verhaal achter de merken) op, om de 10 grootste voedingsbedrijven wereldwijd verantwoording te laten afleggen voor de impact die ze hebben. Het project heeft als doelstelling de klanten van deze bedrijven te informeren om zo verantwoorde keuzes te maken. De scorecard neemt 7 thema's in ogenschouw: land, vrouwen, boeren, arbeiders, klimaat, transparantie en water. In onderstaande tabel wordt de evolutie van de globale scores op deze thema's (in percentage) opgelijst:
| Bedrijf                  | Februari 2013 | September 2013 | Februari 2014 | Oktober 2014 | Maart 2015 | April 2016 |
| ------------------------ | ------------- | -------------- | ------------- | ------------ | ---------- | ---------- |
| Unilever                 | 49%           | 56%            | 63%           | 70%          | 71%        | 74%        |
| Nestlé                   | 54%           | 61%            | 64%           | 70%          | 69%        | 69%        |
| Coca-Cola                | 41%           | 46%            | 54%           | 59%          | 54%        | 57%        |
| Kellogg's                | 23%           | 23%            | 29%           | 31%          | 34%        | 53%        |
| Mars                     | 30%           | 31%            | 31%           | 31%          | 40%        | 49%        |
| PepsiCo                  | 31%           | 31%            | 33%           | 44%          | 43%        | 49%        |
| Mondeléz                 | 29%           | 30%            | 33%           | 34%          | 37%        | 41%        |
| General Mills            | 23%           | 24%            | 21%           | 30%          | 31%        | 40%        |
| Danone                   | 29%           | 33%            | 31%           | 31%          | 31%        | 36%        |
| Associated British Foods | 19%           | 19%            | 27%           | 30%          | 30%        | 36%        |
| Gemiddelde score         | 32,80%        | 35,40%         | 38,60%        | 43,00%       | 44,00%     | 50,40%     |

## Schandalen

### Seksschandaal in Haïti en Tsjaad
In februari 2018 kwam Oxfam wereldwijd in opspraak door seksueel wangedrag van medewerkers in Tsjaad en Haïti. Mark Goldring, CEO van Oxfam Groot-Brittannië, zegt dat de heisa rond de seksfeestjes binnen zijn organisatie fel overtrokken is. ,,We hebben toch geen baby’s vermoord?” Zwitserland draaide de geldkraan naar Oxfam dicht. De hulporganisatie mag voorlopig ook geen activiteiten meer ontplooien op Haïti. De Zuid-Afrikaanse oud-aartsbisschop Desmond Tutu gaf zijn functie als ambassadeur op.

### Voorzitter opgepakt
Op 13 februari 2018 werd de voorzitter opgepakt in een corruptieonderzoek in Guatemala. Oud-minister van Financiën Juan Alberto Fuentes is een van de opgepakten, maar ook oud-president Alvaro Colom werd gearresteerd. Het onderzoek richt zich op de aanbesteding van buslijnen in Guatemala-Stad.